# Plitvica Selo
Plitvica Selo – wieś w Chorwacji, w żupanii licko-seńskiej, w gminie Plitvička Jezera. W 2011 roku liczyła 44 mieszkańców.